# Iridomyrmex albitarsus
Iridomyrmex albitarsus är en myrart som beskrevs av Wheeler 1927. Iridomyrmex albitarsus ingår i släktet Iridomyrmex och familjen myror. Inga underarter finns listade i Catalogue of Life.